# Power - The Essential of Marcus Miller
Power - The Essential of Marcus Miller è una raccolta di Marcus Miller pubblicata nel 2006.

## Tracce
1. Panther *
2. Power
3. Rush over
4. Scoop
5. Moonlight Sonata *
6. Frankenstein *
7. Cousin John
8. Your Amazing Grace
9. Blues
10. Boomerang
11. Infatuation
12. Come Together
13. Ooh - bonus track (feat. Lalah Hathaway)
14. Outro Duction *

Le tracce contrassegnate da asterisco provengono da un altro album.